# タナロット寺院

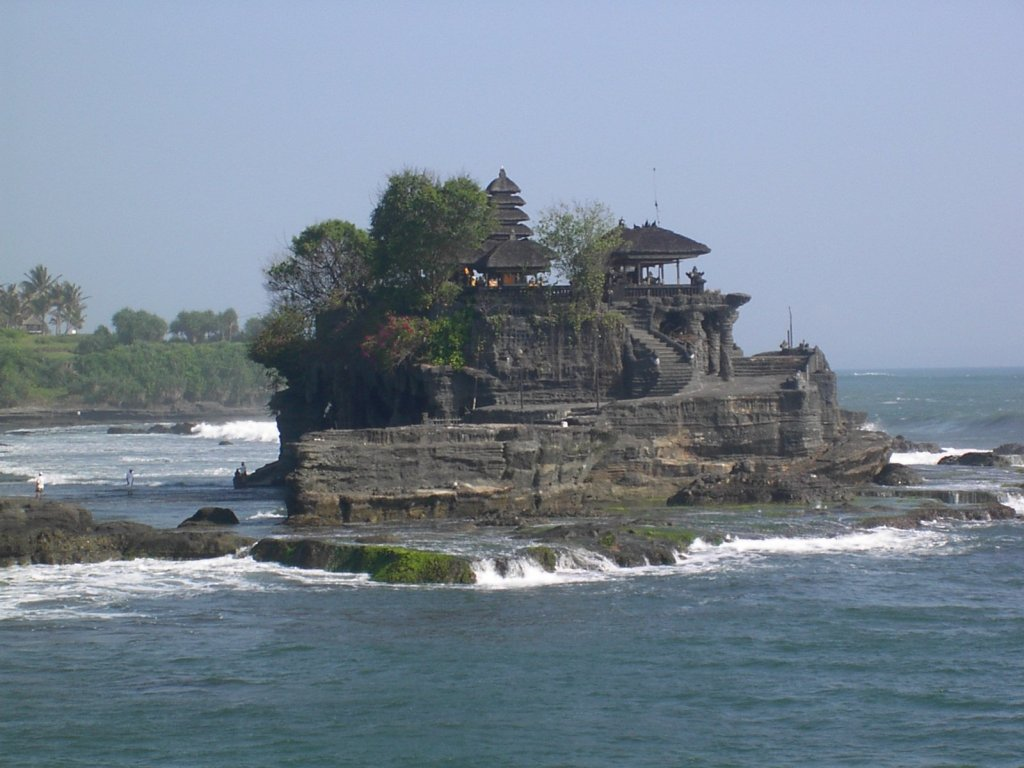
タナロット寺院

タナロット寺院（インドネシア語:Pura Luhur Tanah Lot）は、インドネシア・バリ島中西部の海岸にある寺院でバリ六大寺院のひとつ。干潮時には陸続きとなり、歩いて渡ることができる。夕暮れ時には美しいシルエットを形成し、多数の観光客が訪れている。エルニーニョ現象による海面の上昇などが原因で、海岸の浸食が進んでいたが、日本のODAによる景観を再生するプロジェクトが行われている。名前の由来は、真ん中の土地という意味のトゥンガ・ロットが変化したものといわれている。また、通称ロックテンプルとも呼ばれている。

## 由来
16世紀にジャワの高僧ダン・ヒャン・ニラルタがこの地を訪れ、この景観こそ神々が降臨するにふさわしい場所として、村人に海の守護神を祀る寺院を建てるよう勧めたのがはじまるという。海岸の洞窟には、寺院の守り神とされる海蛇の巣があり、お布施を払うと拝観することができる。
座標: 南緯8度37分16秒 東経115度05分14秒 / 南緯8.62107度 東経115.08716度